# هربرت بیربوم تری
هربرت بیربوم تری (انگلیسی: Herbert Beerbohm Tree; ۱۷ دسامبر ۱۸۵۲ – ۲ ژوئیهٔ ۱۹۱۷) هنرپیشه و مدیر تئاتر اهل انگلستان بود.
از فیلم‌ها یا برنامه‌های تلویزیونی که وی در آن نقش داشته‌است می‌توان به مکبث و هنری هشتم اشاره کرد.
تری از دهه ۱۸۷۰ میلادی تا ۱۸۸۷ تئاتر هیمارکت را بر عهده داشت، وی در سال ۱۸۹۹ به بازسازی تئاتر هر مجستی کمک‌های مهمی کرد سپس در سال ۱۹۰۴ آکادمی سلطنتی هنرهای دراماتیک را تأسیس کرد.